# African Greens Federation
Die African Greens Federation ist ein Dachverband von nationalen Grünen und Umweltparteien in Afrika. Die formelle Koalition, die African Greens Federation (AGF), wurde 2010 auf einer Konferenz in Kampala, Uganda, gegründet. Im Rahmen der 2001 in Canberra, Australien, gegründeten Global Greens folgen die Parteien der African Greens Federation der Charta der Globalen Grünen. Die ständige Verwaltung der Organisation befindet sich in Ouagadougou, der Hauptstadt von Burkina Faso.

## Mitglieder
- Algerien:
  - Parti Vert d'Algérie pour le Développement
  - Algerian Green Party
- Burkina Faso:
  - Rassemblement Des Ecologistes du Burkina Faso
- Burundi:
  - Burundi Green Movement
- Tschad:
  - Union des Ecologistes Tchadiens - LES VERTS
- Demokratische Republik Kongo:
  - Alliance des Ecologists Congolais - Les Verts (AECO - Les Verts)
- Kongo:
  - Mouvement des Ecologistes Congolais-Les Verts
- Ägypten:
  - Egyptian Green Party
- Elfenbeinküste:
  - Rassemblement des Verts Ivoiriens (RAVI)
- Kenia:
  - Green Congress of Kenya
- Madagaskar:
  - Parti Vert Hasin’I Madagasikara
- Mali:
  - Parti Ecologiste du Mali
- Mauritius:
  - Les Verts Fraternels Mauritius
- Marokko:
  - Parti de la Gauche Verts du Maroc
- Mosambik:
  - Ecological Party of Mozambique - Movement of Earth
  - Partido Ecologista de Moçambique
- Niger:
  - Rassemblement pour un Sahel Vert
  - Parti Vert du Niger
- Ruanda:
  - Demokratische Grüne Partei Ruandas (DGPR)
- Senegal:
  - Convergence des Ecologistes du Sénégal (CES)
- Togo:
  - Afrique Togo Ecologie
- Tunesien:
  - Parti Tunisie Verte pour le Progrès
- Uganda:
  - Ecological party of Uganda
- Sambia:
  - Green Party of Zambia
- Simbabwe:
  - Green Party of Zimbabwe
  - United Crusade for Democracy (UCAD)

## Assoziierte Parteien und Parteien mit Beobachterstatus
- Algerien:
  - Ecology and Liberty Party
- Angola:
  - National Ecological Party of Angola
- Burkina Faso:
  - Ecologist Party for the Development of Burkina
  - Ecologist Party for Progress
  - Union of Greens for the Development of Burkina Faso
- Kamerun:
  - Green Party for Democracy in Cameroon
  - Rally of Ecologic Forces for the Stimulation of the Economy
  - Union of Ecologists of Cameroon
- Zentralafrikanische Republik:
  - Movement of Greens of Centrafrique
- Kongo:
  - Movement of Greens of Congo
- Demokratische Republik Kongo:
  - Rally of Congolese Ecologists - The Greens
- Elfenbeinküste:
  - Ecologic Party of Greens of Côte d'Ivoire
- Ägypten:
  - Green Party of Egypt
- Gabun:
  - Gabonese Ecologist Front
- Mauritius:
  - Green Brothers
  - The Greens
- Madagaskar:
  - Rassemblement des Verts de Madagascar
  - Madagasikara Tany Maitso
  - Union nationale pour la démocratie et le développement
- Marokko:
  - Izigzawen
  - Écologie et développement
  - Parti de l'environnement et du développement
- Mosambik:
  - Partido dos Verdes de Moçambique
- Niger:
  - Rassemblement des Verts-Ni'ima
- Nigeria:
  - Green Party of Nigeria
- Senegal:
  - Parti africain écologiste du Sénégal
- Sudan:
  - Sudan Green Party
- Südafrika:
  - ECOPEACE Party
- Togo:
  - Pan-African Ecologist Party
- Tunesien:
  - Parti des verts pour le progrès
  - Tunisie verte
- Uganda:
  - Uganda Green Party
- Sambia:
  - Liberal Green Party of Zambia